# Resolució 678 del Consell de Seguretat de les Nacions Unides
La Resolució 678 del Consell de Seguretat de les Nacions Unides, adoptada el 29 de novembre de 1990, després de reafirmar les resolucions 660, 661, 662, 664, 665, 666, 667, 669, 670 674 i 677 (totes de 1990) el Consell va assenyalar que, malgrat tots els esforços de les Nacions Unides, l'Iraq continuava desafiant el Consell de Seguretat.

## Detalls
El Consell de Seguretat de les Nacions Unides, invocant el Capítol VII de la Carta de les Nacions Unides, va oferir a l'Iraq una última oportunitat d'implementar la Resolució 660 (1990) que exigia que l'Iraq retirés les seves forces incondicionalment de Kuwait a les posicions en què es trobaven l'1 d'agost de 1990, el dia abans de la invasió de Kuwait.
El 29 de novembre de 1990, el Consell de Seguretat va aprovar la Resolució 678 que va donar a l'Iraq fins al 15 de gener de 1991 per retirar-se de Kuwait i va autoritzar els estats a usar "tots els mitjans necessaris" per forçar l'Iraq a marxar de Kuwait després del termini. La Resolució va demanar als Estats membres que informessin al Consell sobre les seves decisions. Aquesta va ser l'autorització legal de la Guerra del Golf, ja que l'Iraq no es va retirar a la data límit.
La resolució 678 va ser adoptada per 12 vots a favor amb dos oposats (Cuba, Iemen) i una abstenció de la República Popular de la Xina, que generalment havia vetat aquestes resolucions, es va abstenir intentant alleujar les sancions imposades després de les protestes de la plaça de Tian'anmen de 1989, i la posició de Cuba era contradictòria, ja que havia votat o es va abstenir de les resolucions anteriors relacionades amb l'Iraq, però no va donar suport a la resolució 678. Alguns membres del Consell van ser recompensats amb incentius econòmics com a resultat d'haver votat "sí", i els que inicialment es van oposar a la resolució es van desencoratjar de votar "no" amb la idea de sancions econòmiques, especialment dels Estats Units. Iemen, que va votar en contra, va veure els seus treballadors expulsats de l'Aràbia Saudita i va tenir programes d'ajuda al país aturats pels Estats Units, el Banc Mundial i el Fons Monetari Internacional.
L'autoritat concedida als Estats membres en aquest cas contrasta amb la legalitat controvertida de les accions dels EUA a la invasió de l'Iraq de 2003. L'abast de l'autoritat que va donar la Resolució 1441 del Consell de Seguretat de les Nacions Unides és objecte de desacord.